# Szűcs Gábor (rendező)
Szűcs Gábor (Budapest, 1968. szeptember 5. –) Jászai Mari-díjas magyar színművész, rendező.

## Életpályája
1968-ban született. Gyermekként szerepelt már több filmben. A Vörösmarty Mihály Gimnázium drámatagozatán érettségizett. 1988-1992 között a Színház- és Filmművészeti Főiskola hallgatója volt, színművész szakon. Már főiskolásként kipróbálta magát rendezőként. Diplomaszerzése utána  Madách Színház tagja lett, ahol 2005-ig játszott. 2005-től nem vállalt színpadi szerepet, több színházban is rendez.
1992-2001-ig a Sziget Fesztivál színházi sátrának programszervezője is volt. 2005-2006 között az Echo TV kreatív igazgatójaként dolgozott. Vasvári Csabával közösen létrehozták a Mozaik Művészegyesületet, melynek elnöke. Az NKA Színház és Táncművészeti Kollégiuma, valamint a Nemzeti Előadó-művészeti Érdekegyeztető Tanács (NEÉT) tagja.
2008-tól 2011-ig a székesfehérvári Vörösmarty Színház művészeti vezetője volt. 2014-től a POSZT zsűritagja volt, 2016-tól társ-ügyvezetője (Magyar Attilával és Kővári Zsuzsával).
Nevéhez fűződik a Kaszás Attila-díj alapítása, amelyet 2008-ban Pokorni Zoltánnal közösen hoztak létre.
Feleségével, Széphelyi Petrával, a Velencei tó mellett élnek. Beceneve: Medve.

## Fontosabb színházi rendezései
- Romhányi József-Nepp József-Ternovszky Béla: A Mézga család–2023
- Carlo Goldoni: Chioggiai csetepaté – 2020
- Deák Lőrincz Andrea: A Mézga család – 2019
- John Steinbeck: Egerek és emberek – 2019
- Georges Feydeau: Bolha a fülbe – 2018
- Richard Rodgers – Oscar Hammerstein: A muzsika hangja – 2015
- Stephen Schwartz: Godspell – 2015/2016
- Wolfgang Amadeus Mozart – E. Schikaneder: A Varázsfuvola – 2014/2015
- László Miklós: Illatszertár – 2013/2014
- Dale Wasserman – Mitch Leigh – Joe Darion: La Mancha Lovagja – 2013/2014
- Kacsóh Pongrác – Bakonyi Károly – Heltai Jenő: János Vitéz – 2012/2013
- Erkel Ferenc: Hunyadi László – 2012/2013
- Fred Ebb – Joe Masteroff – John Harold Kander: Kabaré – 2011/2012
- Szirmai Albert – Bakonyi Károly – Gábor Andor: Mágnás Miska – 2010/2011
- Stephen Schwartz: Godspell – 2010/2011
- Kálmán Imre – Julius Brammer – Alfred Grünwald: Marica Grófnő – 2007/2008
- Arthur Miller: Pillantás A Hídról – 2005/2006
- Tremblay Michel: Sógornők – 2004/2005
- Ken Kesey: Kakukkfészek (Max Taber) – 2003/2004
- John Steinbeck: Egerek És Emberek – 2001/2002

## Fontosabb színházi szerepei
- Arthur Miller: Édes Fiaim (Frank Lubey) – 2004/2005
- William Shakespeare: A Makrancos Hölgy (Tranio, Lucentio Kisérõje) – 2003/2004
- Bernard Shaw: Sosem Lehet Tudni (Bohun, Jogtanácsos) – 2003/2004
- Lázár Ervin: A Négyszögletű Kerek Erdő (Zordonbordon) – 2002/2003
- Carlo Goldoni: A Komédiaszínház (Anselmo, A Komédiában Brighella) – 2002/2003
- Howard Barker: Jelenetek Egy Kivégzésből (Prodo, Ember Nyílvesszővel A Fejében) – 2001/2002
- Bernard Shaw: Sosem Lehet Tudni (Bohun, Jogtanácsos) – 2001/2002
- Szirmai Albert – Bakonyi Károly – Gábor Andor: Mágnás Miska (Técsey Pixi Gróf ) – 2000/2001
- Balogh Elemér – Kerényi Imre: Csíksomlyói Passió (3. Pásztor, Kajafás, Gábriel, Nabuzárdány) – 2000/2001
- Sheldon Harnick – Jerry Bock – Joseph Stein: Hegedűs A Háztetőn (Percsik, A Diák, Fegyka) – 2000/2001
- Herczeg Ferenc: Kék Róka (Trill Báró) – 1999/2000
- Tolcsvay László – Müller Péter – Müller Péter Sziámi: Isten Pénze (Joe Bácsi) – 1995/1996
- Ray Cooney – Ray Cooney – John Chapman: Ne Most, Drágám! (Mr. Lawson) – 1994/1995

## Díjai és kitüntetései
- Jászai Mari-díj (2012)[9]

## Film és televíziós szerepei
- Keménykalap és krumpliorr (1974)
- Kincskereső kisködmön (1974)
- Tűzgömbök (1975)
- Örökbefogadás (1975)
- Hugó, a víziló (1975)
- Kisfiúk és nagyfiúk (1976)
- Rab ember fiai (1979)
- Julianus barát (1991)
- Szerelmes szívek (1991)
- Három boltoskisasszony (1992)
- Mohács (1996)
- Kisváros (1999)
- A titkos háború (2002)
- Állítsátok meg Terézanyut! (2004)
- Nekem Budapest (2013)